# Dieter Wisliceny
Dieter Wisliceny (13. ledna 1911 Regulowke, Východní Prusko, dnes Regułówka, Polsko – 4. května 1948, Bratislava) byl příslušník SA, SS a SD, pracovník Hlavního úřadu SD a později Referátu pro židovské záležitosti, které se od roku 1934 podílely na registraci a následném vyhlazování židovského obyvatelstva nejprve v Německu, později v protektorátu Čechy a Morava, později na Slovensku, v Řecku a Maďarsku.

## Život

### Dětství a mládí
Dieter Wisliceny se narodil v městečku Regulowke ve Východním Prusku v rodině účetního. Vyrůstal s bratrem Günterem, který později také vstoupil do SS a byl vícekrát během války vyznamenán za zásluhy a odvahu. V roce 1928 zemřel jeho otec a rodina zůstala bez finančních prostředků. Dieter chtěl původně jít studovat medicínu nebo historii, ale nakonec odešel studovat do Vratislavi (něm. Breslau), aby se stal protestantským knězem. Studium však nedokončil, aby mohl pomáhat rodině v těžké finanční situaci. Začal pracovat ve stavební firmě, ale po ztrátě zaměstnání začal hledat východisko z osobní a společenské krize v NSDAP, do které vstoupil roku 1931. Téhož roku vstoupil i do SA. Dne 15. července 1934 se stal příslušníkem SS.

### Počátky kariéry v SD
Ještě téhož roku byl převelen k Sicherheitsdienstu v Mnichově, kde pracoval v oddělení, které mělo shromažďovat informace o svobodných zednářích. Později začal působit v Berlíně na Hlavním úřadě SD, tady spolupracoval s Adolfem Eichmannem, se kterým se spřátelil. Eichmann se v roce 1936 stal Wislicenyho nadřízeným v Referátu pro židovské záležitosti. V dubnu 1937 Wisliceny přebral vedení podreferátu A II 112. Tam se soustředil na registraci Židů a zavedení kartoték, díky čemuž bylo snazší mapovat jejich aktivity. Byl to první krok, který vedl k jejich vyřazení z kulturního a společenského života a později k jejich soustředění a deportaci.

### Působení na Slovensku
V roce 1940 se stal Wisliceny pracovníkem referátu IV A 4 a odešel jako poradce pro židovské otázky na Slovensko. Zde spolupracoval s Vojtechem Tukou, navázal na činnost Augustína Morávka, který zřídil Ústredný hospodársky úrad. Ten se měl soustředit na eliminaci slovenských Židů z hospodářského života. Někteří členové Deutsche Partei spolu s HSĽS a HG následně připravili prostor pro arizace židovského majetku a další protižidovské akce, které v roce 1941 vyústily do vzniku tvrdých protižidovských zákonů. Později za souhlasu některých vládních činitelů vedl Wisliceny nátlak na to, aby byli slovenští Židé deportováni do táborů v Polsku. K tomu začalo docházet od března 1942. Navrhoval také revizi prezidentských a ministerských výjimek. Později začal jednat i s představiteli židovských organizací, vedených rabínem Weissmandlem, které se snažily zabránit transportům. Weissmandlova Pracovní skupina Wislicenymu ve dvou splátkách zaplatila 40–50 tisíc dolarů. Deportace skutečně ustaly a Weissmandl a jeho kolegové věřili, že se tak stalo díky úplatku. Dodnes však není jasné, zda byl příčinou přestávky v transportech skutečně Wislicenyho zásah.
Do října 1942 bylo ze Slovenska odvezeno 57 752 Židů. Další transporty zatím nebyly možné, protože většinu Židů, kteří zůstávali na Slovensku, chránily různé výjimky ze zákona. Podle pozdějších výpovědí u soudu v Norimberku se Wisliceny dozvěděl o likvidaci Židů, která probíhala v Polsku, až na podzim 1942, kdy mu to prozradil Eichmann. Bylo to právě v souvislosti se slovenskými Židy, jejichž životní podmínky v táborech měla na žádost slovenské vlády jít prověřit vládní komise. Ani to však neznamenalo, že by ve své činnosti polevil. Když se ukázalo, že přestávka v transportech slovenských Židů potrvá déle, dostal v lednu 1943 v Berlíně rozkaz odjet do Řecka, kde měl řídit činnost proti tamním Židům.

### Působení v Řecku a Maďarsku
V oblasti Soluně, kde žila převážná většina řeckých Židů, organizoval spolu s Aloisem Brunnerem potřebné náležitosti, jako byla registrace, zavedení kartoték a označení Židů. Do podzimu 1943 již byla většina řeckých Židů v koncentračních táborech po celé střední Evropě nebo do nich právě směřovala. Později podobným dílem přispěl k zahájení likvidace Židů z Maďarska, kterých se tam tehdy nacházelo asi 800 000. Zde se s ním opět spojili členové židovských organizací, kteří se pokoušeli o záchranu krajanů úplatky. Při pozdějším výslechu u soudu Wisliceny při tomto tématu „ztratil paměť". V lednu 1945 byl za neuposlechnutí rozkazu, který mu nařizoval osobně organizovat pochody polomrtvých židovských vězňů z maďarsko-německých hranic do koncentračního tábora Bergen-Belsen, postaven mimo službu.

### Uvěznění a smrt
Dne 3. května 1945 byl zatčen ve Starnbergu u Mnichova americkými jednotkami. Později absolvoval přesuny do věznic ve Weilheimu, Gautingu, Heilbronnu a Cherbourgu. Dne 8. října téhož roku byl převezen do Norimberku, kde jako svědek vystupoval v Norimberském procesu. Dne 22. června 1946 byl přes Plzeň převezen do Bratislavy, kde se jako svědek zúčastnil procesu s Antonem Vaškem, Fritzem Fialou, Izidorem Kosem, Edmundem Veesenmayerem a Eichmannem.
Hlavní líčení proti němu samotnému začalo 24. února 1948. Wisliceny se k činům, za které byl obžalován, přiznal. Dne 27. února byl uznán vinným za spoluúčast na deportaci téměř 60 000 Židů ze slovenského území a odsouzen k trestu smrti oběšením. Jeho obhájce se pokusil o změnu rozsudku na doživotí, ale soud ji později zamítl. Rozsudek byl vykonán 4. května 1948. Jeho ostatky byly převezeny do Německa.